# تصویربرداری فتواکستیک
تصویربرداری فوتوآکوستیک (تصویربرداری اپتوآکوستیک) (به انگلیسی: Photoacoustic imaging) یک روش تصویربرداری بر مبنای اثر فوتوآکوستیک می‌باشد. در تصویربرداری فوتوآکوستیک، پالس‌های لیزر غیر یونیزه کننده به بافت تابانده می‌شوند (اگر از پالسهای فرکانس رادیویی استفاده شود از این تکنولوژی با عنوان تصویر برداری ترموآکوستیک یاد می‌شود). مقداری از انرژی دریافتی توسط بافت جذب و به گرما تبدیل و باعث ایجاد انبساط ترمو الاستیک گذرا و تولید امواج اولتراسوند (فراصوت) پهن باند (برای مثال در حدود مگاهرتز) می‌شود سپس امواج اولتراسوند تولیدی توسط مبدل‌های التراسوند تشخیص داده و برای ساخت تصویر تحلیل می‌شوند.
ارتباط نزدیک جذب نور با خواص فیزیولوژیکی پدیده ایست قابل درک، برای مثال ارتباط بین غلظت هموگلوبین و انباشت اکسیژن. به همین دلیل، اندازهٔ موج اولتراسونیک (برای مثال سیگنال فوتوآکوستیک)، که با مقدار انرژی در آن محل متناسب است، اختلاف بین جذب نور مربوط به ویژگی فیزیولوژی بافتها را آشکار می‌کند. تصاویر دو بعدی یا سه بعدی از نواحی مورد نظر را به همین علت می‌توان ساخت.

## نحوه ایجاد سیگنال فوتواکوستیک
جذب نور در بافت‌های زیستی می‌تواند به دلیل مولکولهای درون خود سلولهایی مثل ملانین یا هموگلوبین یا از طریق وارد کردن خارجی مواد بهبود دهنده کانتراست باشد. برای مثال، شکل ۲ طیف جذب نور هموگلوبین دارای اکسیژن (HbO 2) و هموگلوبین دگزوسی سدیم (Hb) را در محدوده نور مرئی و مادون قرمز نشان می‌دهد. از آنجایی که خون معمولاً جذب بالایی نسبت به بافت‌های اطراف دارد، کنتراست درونی برای تصویربرداری فوتوشاکستیک برای تجسم عروق خونی وجود دارد. از آنجا که خون معمولاً خون مقادیر بیشتری از جذب نور نسبت به بافتهای اطراف خود را را دارد، کنتراست مربوط به خود سلول‌ها برای تصویر برداری رگهای خونی کفایت می‌کند. تحقیقات اخیر نشان داده‌اند که تصویربرداری فوتوآکوستیک درون جانداری برای بررسی رگ زایی تومور در طول بازه ای از زمان، نقشه‌برداری از خون اکسیژنه شده، تصویر برداری عملکردی مغز، تشخیص ملانومای پوست، اندازه‌گیری مت هموگلوبین (methemoglobin) و … کاربرد دارد.
| | Δf     | کنتراست اصلی        | Δz      | δz     | δx     | سرعت     |
| --- | ------ | ------------------- | ------- | ------ | ------ | -------- |
| | هرتز   |                     | میلیمتر | μm     | μm     | Mvx / s  |
| میکروسکوپی فوتوکاستیک | ۵۰ متر | جذب نوری            | ۳       | ۱۵     | ۴۵     | ۰٫۵      |
| توموگرافی فوتوآکوستیک | ۵ متر  | جذب نوری            | ۵۰      | ۷۰۰    | ۷۰۰    | ۰٫۵      |
| میکروسکوپی کانفکال |        | فلورسانس، پراکندگی  | ۰٫۲     | ۳–۲۰   | ۰٫۳–۳  | ۱۰–۱۰۰   |
| میکروسکوپی دو فوتون |        | فلورسانس            | ۰٫۵–۱٫۰ | ۱–۱۰   | ۰٫۳–۳  | ۱۰–۱۰۰   |
| توموگرافی انسجام نوری | ۳۰۰ تن | پراکندگی نوری       | ۱–۲     | ۰٫۵–۱۰ | ۱–۱۰   | ۲۰–۴٫۰۰۰ |
| اسکن لیزر میکروسکوپ آکوستیک | ۳۰۰ م  | پراکندگی التراسونیک | ۱–۲     | ۲۰     | ۲۰     | ۱۰       |
| میکروسکوپ صوتی | ۵۰ متر | پراکندگی التراسونیک | ۲۰      | ۲۰–۱۰۰ | ۸۰–۱۶۰ | ۰٫۱      |
| سونوگرافی | ۵ متر  | پراکندگی التراسونیک | ۶۰      | ۳۰۰    | ۳۰۰    | ۱        |
| جدول ۱. مقایسه مکانیسم‌های کنتراست، عمق نفوذ، دقت طولی (محوری)، دقت عرضی و سرعت تصویربرداری میکروسکوپی کانفکال، میکروسکوپی دو فوتون، مقطع نگاری همدوسی اپتیکی(۳۰۰مگاهرنز)، میکروسکوپی اولتراسوند(۵۰ مگاهرتز)، تصویربرداری اولتراسوند(۵مگاهرتز)، میکروسکوپی فوتوآکوستیک(۵۰ مگاهرتز) و توموگرافی فوتوآکوستیک(۳٫۵ مگاهرتز). |        |                     |         |        |        |          |

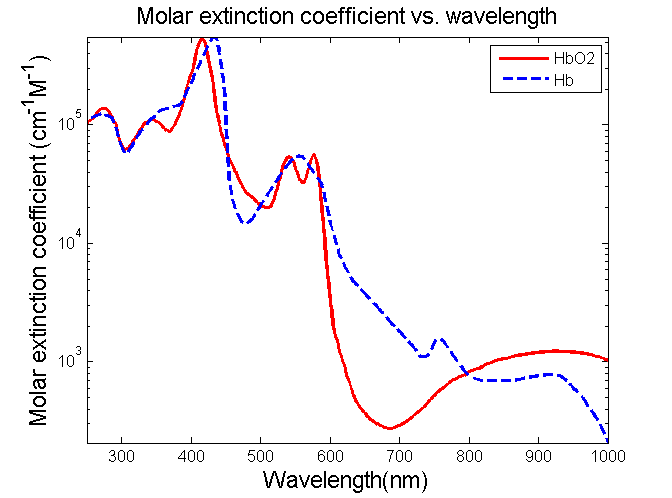
شکل۲. طیف جذب هموگلوبین اکسیژنه و دی اکسیژنه شده

دو نوع سیستم تصویربرداری فوتوآکوستیک با عنوان‌های توموگرافی (محاسباتی) فوتوآکوستیک/ترموآکوستیک (PAT/TAT) و میکروسکوپی فوتوآکوستیک (PAM) توسعه داده شده‌اند. یک سیستم PAT معمولی از یک آشکارساز
اولتراسوند غیر متمرکز برای دریافت سیگنالهای فوتوآکوستیک استفاده می‌کند و تصویر با حل معکوس معادلات فوتوآکوستیک بازسازی می‌شود. در عوض یک سیستم PAM از یک آشکارساز اولتراسوند متمرکز به صورت کروی با اسکن دو بعدی نقطه به نقطه استفاده می‌کند و نیازی به هیچ الگوریتم بازسازی ندارد.

## توموگرافی (محاسباتی) فوتوآکوستیک

### معادلات کلی
با توجه به معادله حرارت {\displaystyle H({\vec {r}},t)} تولید و انتشار موج فشار فوتوآکوستیک {\displaystyle p({\vec {r}},t)}در یک محیط صوتی همگن غیرویسکوز از معادله
{\displaystyle \nabla ^{2}p({\vec {r}},t)-{\frac {1}{v_{s}^{2}}}{\frac {\partial ^{2}}{\partial {t^{2}}}}p({\vec {r}},t)=-{\frac {\beta }{C_{p}}}{\frac {\partial }{\partial t}}H({\vec {r}},t)\qquad \qquad \quad \quad (1),}
که{\displaystyle v_{s}} سرعت صوت در محیط،{\displaystyle \beta } ضریب انبساط حرارتی است و {\displaystyle C_{p}}ظرفیت گرمایی ویژه در فشار ثابت است، به دست می‌آید. معادله ۱ تحت احتباس حرارتی برقرار است تا اطمینان پیدا کنیم که انتقال گرما در طول تحریک با پالس لیزر قابل چشم پوشی است.
{\displaystyle \left.p({\vec {r}},t)={\frac {\beta }{4\pi C_{p}}}\int {\frac {d{\vec {r'}}}{|{\vec {r}}-{\vec {r'}}|}}{\frac {\partial H({\vec {r'}},t')}{\partial t'}}\right|_{t'=t-|{\vec {r}}-{\vec {r'}}|/v_{s}}\qquad \quad \,\,\,\,(2).}
معادله (۱) تحت احتباس حرارتی برقرار است تا اطمینان پیدا کنیم که انتقال گرما در طول تحریک با پالس لیزر قابل چشمپوشی است. احتباس حرارتی هنگامی رخ می‌دهد که طول پالس لیزر بسیار کوتاهتر از زمان استراحت حرارتی است. در محدوده استرس، زمانی رخ می‌دهد که طول پالس لیزر بسیار کوتاه‌تر از زمان استراحت استرس است،
معادله ۲ را می‌توان به صورت
{\displaystyle p({\vec {r}},t)={\frac {1}{4\pi v_{s}^{2}}}{\frac {\partial }{\partial t}}\left[{\frac {1}{v_{s}t}}\int d{\vec {r'}}p_{0}({\vec {r'}})\delta \left(t-{\frac {|{\vec {r}}-{\vec {r'}}|}{v_{s}}}\right)\right]\qquad \,(3),}
که{\displaystyle p_{0}} فشار آکوستیک اولیه است به دست آورد.

### الگوریتم بازسازی کلی
در سیستم PAT، فشار آکوستیک از طریق اسکن توسط یک مبدل اولتراسونیک روی یک سطح که منبع فوتوآکوستیک را دربر گرفته صورت می‌گیرد. برای بازسازی توزیع منبع داخلی، نیاز به حل معکوس معادله ۳ داریم (برای مثال{\displaystyle p_{0}} را پیدا می‌کنیم). یک روش موجود برای بازسازی PAT الگوریتم بازتاب برگشتی (backprojection) کلی است. این روش برای بازسازی سه مدل هندسی مناسب است: سطوح تخت، کروی و استوانه ای.
رابطه بازتاب کلی
{\displaystyle \left.p_{0}({\vec {r}})=\int _{\Omega _{0}}{\frac {d\Omega _{0}}{\Omega _{0}}}\left[2p({\vec {r_{0}}},v_{s}t)-2v_{s}t{\frac {\partial p({\vec {r_{0}}},v_{s}t)}{\partial (v_{s}t)}}\right]\right|_{t=|{\vec {r}}-{\vec {r_{0}}}|/v_{s}},\qquad \quad (4),}
که {\displaystyle \Omega _{0}} زاویه شامل تمام سطح {\displaystyle S_{0}}نسبت به نقطه بازسازی {\displaystyle {\vec {r}}}درون{\displaystyle S_{0}}است و
{\displaystyle d\Omega _{0}={\frac {dS_{0}}{|{\vec {r}}-{\vec {r_{0}}}|^{2}}}{\frac {{\hat {n}}_{0}^{s}.({\vec {r}}-{\vec {r_{0}}})}{|{\vec {r}}-{\vec {r_{0}}}|}}.}

### سیستم ساده
در یک سیستم PAT/TAT/OAT ساده پرتو لیزر گسترده و سپس پراکنده می‌شود تا تمام ناحیهٔ مورد نظر را پوشش دهد. موجهای فوتوآکوستیک تولیدی متناسب با جذب نور در هدف هستند و با یک مبدل اولتراسوند تک اسکن تشخیص داده می‌شوند. یک سیستم TAT/OATمانند PAT است به جز اینکه از تحریک مایکروویو به جای لیزر استفاده می‌کند. اگر چه مبدلهای تک واحدی در این دو سیستم به کار برده شده‌اند، رویهٔ تشخیص دهی ارائه شده به آرایه‌های اولتراسوند نیز قابل اعمال است.

### کاربردهای بیومدیکال
اختلاف ذاتی جذب نور یا مایکروویو و دقت فضایی (برای مثال محوری و جانبی) بالای اولتراسوند، PAT و TAT را به روشهای تصویر برداری امیدبخشی برای بازه وسیعی از کاربردهای بیومدیکال تبدیل کرده:

#### تشخیص ضایعه مغزی
بافت‌های نرم با جذب نور متفاوت در مغز کاملاً توسط PAT قابل تشخیص اند.

#### نظارت بر همودینامیک
از آنجایی که HbO 2 و Hb ترکیبات غالب جذب کننده نور مرئی در بافت بیولوژیکی هستند، چندین طول موج فوتوآکوستیک را می‌توان برای آشکارسازی نسبی غلظت این دو کروموفور استفاده کرد. از این طریق غلظت کل نسبی هموگلوبین (HbT) و هموگلوبین اشباع شده با اکسیژن (sO 2) را می‌توان پیدا کرد. بدین ترتیب تغییرات همودینامیک مربوط به عملکرد مغز را می‌توان توسط PAT تشخیص داد.

#### تشخیص سرطان سینه
با استفاده از امواج ماکرویو با پراکندگی کم برای تحریک، TAT قادر به نفوذ به بافت‌های بیولوژیکی ضخیم (در حد چند سانتی‌متر) با دقت فضایی کمتر از میلی‌متر است. از آنجا که بافت سرطانی و بافت عادی پاسخی تقریباً مشابه به تشعشعات رادیویی دارند، TAT پتانسیل کمتری برای تشخیص زود هنگام دارد.

## میکروسکوپی فوتوآکوستیک
عمق تصویر برداری این روش به‌طور عمده به دلیل تضعیف اولتراسونیک محدود شده‌است. دقت فضایی بستگی به مبدل اولتراسوند استفاده شده دارد. یک مبدل اولتراسونیک با فرکانس مرکزی بالاتر و پهنای باند بیشتر برای دقت محوری بالاتر انتخاب می‌شود. دقت جانبی توسط قطر کانونی مبدل مشخص می‌شود. برای مثال، یک مبدل اولتراسونیک ۵۰ مگاهرتز ۱۵ میکرومتر دقت محوری و ۴۵ میکرومتر دقت جانبی تا عمق حدود ۳ میلیمتر دارد.
میکروسکوپی فوتوآکوستیک کاربردهای مهمی در تصویربرداری عملکردی مانند تشخیص تغییرات در اکسیژن دار و بدون اکسیژن شدن هموگلوبین در رگهای خونی کوچک دارد.

## دیگر کاربردها
به تازگی تصویربرداری فوتوآکوستیک در بحث آثار هنری برای آشکارسازی طرح‌های اولیه و خطوط طراحی در نقاشی معرفی شده‌است. تصاویر فوتوآکوستیک گرفته شده از نقاشی‌های رنگ روغنی مینیاتوری بر روی کرباس، که توسط تابش پالس لیزر در پشتشان نور اندازی شدند، به وضوح حضور خطوط طراحی توسط مداد پوشیده شده با چندین لایه رنگ را نشان می‌دهند.